# Noč
Nóč je čas (perioda), v katerem je Sonce navidezno pod krajevnim obzorjem. Čas, ko je Sonce nad obzorjem, pa je dan. Noč in dan skupaj tvorita 24 urni koledarski dan. Čas dneva (dnevne svetlobe) se spreminja zaradi več faktorjev: letnega časa, zemljepisne širine in dolžine ali časovnega pasu.
Zaradi tega je noč v zimskem čas daljša, v poletnem pa krajša.
Trenutek, ko Sonce navidezno zavzame najnižjo lego pod obzorjem, je polnoč. Ta predstavlja tudi začetek koledarskega dneva. Čas od začetka somraka do noči je večer. Časa od jutra (svita) do večera (mraka), ((koledarski) dan), ne smemo zamenjevati z dnevom, enoto za čas.

## Etimologija

### Slovenščina in slovanski jeziki
Slovanska imena za noč so sorodna. Osnova izhaja iz praslovanščine, (*notь, *noktь) in tej so podobne litvansko naktis, latvijsko nakts, staroprusko naktin. To je podedovano od (pra)indoevropske *nókʷts.
|                        |         |
| beloruščina            | ноч нощ |
| bolgarščina            | нощ     |
| bosanščina             | noć     |
| češčina                | noc     |
| črnogorščina           | noć     |
| gornjelužiška srbščina | nóc     |
| hrvaščina              | noć     |
| kašubščina             | noc     |
| makedonščina           | ноќ     |
| poljščina              | noc     |
| rusinščina             |         |

|                            |            |
| ruščina                    | ночь       |
| slovaščina                 | noc        |
| spodnjelužiška srbščina    | noc        |
| srbščina                   | ноћ/noć    |
| šlezijščina                |            |
| ukrajinščina               | ніч        |
|                            |            |
| starovzhodnoslovanščina    | ночь       |
| stara cerkvena slovanščina | ношть нощь |
| polabščina                 | nüc        |
| volapik                    | neit       |

## Noč v mitologiji
V grški mitologiji je bila boginja noči Nikta (Niks, starogrško starogrško Νύξ, Νυκτός: Níx, Niktós - noč). V rimski mitologiji ji odgovarja Noks (Nox - noč). Stari Grki in Rimljani Nikte niso spoštovali in ji niso posvečali svetišč. Upodabljali so jo kot zamišljeno žensko s prekritim obrazom v temni obleki.
V nordijski mitologiji je bila boginja noči Not (Nótt), hči Narfija, personifikacije noči, in Aude. Njen tretji mož Delingr je bil personifikacija polnoči. Njun sin Dagr je predstavljal dan. Noti in njenemu sinu so bogovi dali kočije s konjsko vprego in jih postavili na nebo da vsaka dva poldneva obkrožijo Zemljo. Notino kočijo je vlekel črni konj Hrimfaksi, ki je v rani zori pokrival zemljo z roso, s kapljicami iz svojih zapenjenih ust.

## Noči skozi zgodovino
- šentjernejska noč (1572)
- noč dolgih nožev (1934)
- kristalna noč (1938)

## Prazniki in običaji
- hudičeva noč (Devil's Night)
- pogubna noč (mischief night)
- Valpurgina noč
- velika noč
- noč čarovnic

## Noč v kulturi

### Glasba
- »Poletna noč«
- »Sveta noč«

### Pesništvo
- Kresna noč, Svetlana Makarovič

### Pripovedništvo
- Dvanajsta noč (Twelfth Night, Or What You Will), William Shakespeare
- Noč (Un di Velt Hot Geshvign), Elie Wiesel
- Noč je moja, dan je tvoj, slovenska ljudska pripovedka
- Sen kresne noči (A Midsummer Night’s Dream), William Shakespeare
- Tisoč in ena noč, zbirka arabskih pravljic, pripovedk, novel, anekdot in humoresk

### Slikarstvo
- Zvezdna noč nad Rono, Vincent van Gogh, 1889
- Zvezdna noč (De sterrennacht), Vincent van Gogh, 1889